# Глорија Гејнор
Глорија Гејнор (енгл. Gloria Gaynor; рођена као Глорија Фаулс (енгл. Gloria Fowles), Њуарк, 7. септембар 1943) америчка је певачица. Најпознатија је по диско хитовима „I Will Survive“ (1978), „Never Can Say Goodbye“ (1974) и „I Am What I Am“ (1983). Њена песма „I Will Survive“ доспела је на прво место Билборд хот 100 листе 1979. године.

## Младост
Рођена је у Њуарку, у Њу Џерзију, од оца Данијела Фаулса и мајке Квини Меј Проктор. Њен отац је свирао укулеле и гитару и професионално певао по ноћним клубовима. Глорија је одрасла са петоро браће и једном сестром. Браћа су певала госпел и основала квартет са пријатељем. Породица је била релативно сиромашна, али Гејнор се сећа да је кућа била испуњена смехом и срећом. Похађала је средњу школу Саут Сајд, где је матурирала 1961. године.
У својој аутобиографији „I Will Survive“ написала је: „Целог мог младог живота желела сам да певам, иако то нико у мојој породици није знао.“ Каријеру је започела наступајући у локалним клубовима.

## Музичка каријера

### Ране године и први успеси
Гејнор је шездесетих година била певачица у џез/Р&Б бенду „The Soul Satisfiers”. Први сингл под својим именом, „She'll Be Sorry/Let Me Go Baby”, снимила је 1965. за кућу „Jocida”. Први прави успех дошао је 1975. са албумом Never Can Say Goodbye. Прва страна албума састојала се од три песме („Honey Bee“, „Never Can Say Goodbye“ и „Reach Out, I'll Be There“) без паузе. Овај 19-минутни плесни маратон постао је изузетно популаран у дискотекама. Песма „Never Can Say Goodbye“ постала је прва песма која се нашла на врху Билбордове листе денс музике.

### Пробој саI Will Survive
Током наредних неколико година, Гејнор је имала неколико умерених хитова. Крајем 1978, са издавањем албума Love Tracks, поново се попела на врх поп листа са мегахитом „I Will Survive“. Текст песме је написан из угла жене коју је партнер оставио. Песма је постала својеврсна химна женског оснаживања. Оригинално, „I Will Survive“ је била Б-страна сингла, док је А-страна била песма „Substitute”. За ову песму, Гејнор је 1980. освојила Греми за најбољи диско снимак, што је био први и једини пут да је та награда додељена.

### Каснија каријера и повратак
Након пада популарности диско музике, Гејнор је постигла успех 1983. са песмом „I Am What I Am“, која је постала геј химна и учинила је геј иконом. Током деведесетих, њена каријера доживљава препород захваљујући светском диско ривајвлу. Појавила се у серијама као што су That '70s Show и Ally McBeal.
Године 2020, 40 година након првог, освојила је свој други Греми за госпел албум Testimony. Године 2022. наступила је у америчкој верзији емисије Маскирани певач као "Сирена".

## Лични живот
Гејнор се 1979. удала за свог менаџера Линвуда Сајмона. Пар се развео 2005. године. Никада није имала деце, изјавивши да, иако их је она желела, њен бивши муж није.

## Дискографија
Студијски албуми
- Never Can Say Goodbye (1975)
- Experience Gloria Gaynor (1975)
- I've Got You (1976)
- Glorious (1977)
- Gloria Gaynor's Park Avenue Sound (1978)
- Love Tracks (1978)
- I Have a Right (1979)
- Stories (1980)
- I Kinda Like Me (1981)
- Gloria Gaynor (1982)
- I Am Gloria Gaynor (1984)
- The Power of Gloria Gaynor (1986)
- Gloria Gaynor '90 (1990)
- Love Affair (1992)
- I'll Be There (1994)
- The Answer (1997)
- I Wish You Love (2003)
- Christmas Presence (2007)
- I Will Survive (2013)
- Testimony (2019)

EP-јеви
- Happy Tears (2025)

## Филмографија
Филм
| Година | Наслов                  | Улога       | Напомене |
| ------ | ----------------------- | ----------- | -------- |
| 1979.  | Pinay, American Style   | Сама себе   |          |
| 2006.  | Gray Matters            | Сама себе   |          |
| 2022.  | The Thursday Night Club | Dr. Poitier |          |

Телевизија
| Година | Наслов                      | Улога            | Напомене                     |                       |
| ------ | --------------------------- | ---------------- | ---------------------------- | --------------------- |
| 1979.  | The Second City Comedy Show | Сама себе        | ТВ специјал                  |                       |
| 1979.  | Sha Na Na                   | Сама себе        | Епизода: "3.6"               |                       |
| 1997.  | The Wayans Bros.            | Сама себе        | Епизода: "Pops' Last Hurrah" |                       |
| 1999.  | Веселе седамдесете          | Сама себе        | Гђа Кларк                    | Епизода: "Prom Night" |
| 2000.  | Али Мекбил                  | Сама себе        | Епизода: "I Will Survive"    |                       |
| 2022.  | Маскирани певач             | Сама себе/Сирена | 2 епизоде                    |                       |